# Vámoscsalád
Vámoscsalád je vas na Madžarskem, ki upravno spada pod Sárvársko okrožje Železne županije.